# Norman Patzke
Norman D. Patzke (geboren 1977 in Hannover) ist ein deutscher Opern- und Konzertsänger im Stimmfach Basso cantante.

## Leben
Seine musikalische Laufbahn begann er im Knabenchor Hannover. An der Staatsoper Hannover stand er bereits in jungen Jahren u. a. mit Kurt Moll als 1. Knabe in Mozarts Zauberflöte auf der Bühne. An der Hochschule für Musik, Theater und Medien Hannover schloss er ein Gesangsstudium bei Carol Richardson mit Auszeichnung ab.
Im Jahre 2007 gewann er den ersten Preis beim 14. Internationalen Johannes-Brahms-Wettbewerb in Österreich, sowie den Sonderpreis für die beste Interpretation der Uraufführung des Liedes Anna, sagte der Mann von Stefan Heucke (verlegt bei Schott Musik International).
Er gab mit Graham Johnson einen Liederabend im Kunstencentrum deSingel in Antwerpen.
Sein erstes Bühnenengagement erhielt Norman D. Patzke als Artist in Residence an der Nationale Reisopera Enschede als Papageno in Den Haag, sowie beim internationalen Grachtenfestival in Amsterdam. Sein erstes deutsches Festengagement führte ihn an die Bühne des Landestheater Neustrelitz, wo er bereits als Agamemnon in La Belle Hélène und als Filippo II aus Don Carlos (Verdi) im Gala-Abend „Liebeserklärungen“ auftrat.
Zur Saison 2009/10 wechselte er ins Festengagement an die Landesbühnen Sachsen, wo er Fachpartien wie u. a. Faust (in der gleichnamigen Oper von Louis Spohr), Marcello (La Bohème), Don Pizarro (Fidelio), Kaspar (Der Freischütz), Eugen Onegin und Papageno (Die Zauberflöte) gesungen hat.
Seit der Saison 2012/13 ist Norman D. Patzke europaweit freischaffend als Opern- und Konzertsänger tätig, besonders in der Partie des Leporello in Mozarts Don Giovanni in Paris, in Antwerpen, im Palais des Beaux-Arts de Bruxelles, am Mainfranken Theater Würzburg sowie am Landestheater Coburg.
In Paris sang er die Jesus-Partie der Matthäus-Passion mit dem Orchestre Symphonique de Paris und debütierte an der Opéra-Comique als Solist in Schumanns dramatischem Gedicht Manfred unter der Leitung von Emmanuel Krivine.
Ferner sang er die Bass-Solo Partie im Requiem von Giuseppe Verdi unter Walter Proost, im Requiem von Mozart mit dem Brussels Philharmonic Orchestra und debütierte im Rahmen der Bregenzer Festspiele 2013 bei der Uraufführung der Oper The Merchant of Venice des polnischen Komponisten André Tchaikowsky in der Rolle des Solanio.
Marc Minkowski und Les Musiciens du Louvre engagierten ihn für eine Europatournee mit Werken von Johann Sebastian Bach und Mozart, sowie als Solist in der h-Moll-Messe bei den Köthener Bachfesttagen.
An der Opéra national du Rhin sang er das Bass-Solo in der Schöpfung von Joseph Haydn, begleitet von La Follia, Orchestre de chambre d’Alsace unter Vincent Monteil, und war ebenfalls Solist in der Oper Das Liebesverbot von Richard Wagner unter der Leitung von Constantin Trinks.
Norman D. Patzke singt neben deutschem und italienischem Repertoire auch Oper in französischer Sprache. In der Partie des Claudio in Les caprices de Marianne von Henri Sauguet debütierte er u. a. an der Opéra de Marseille, am Théâtre du Capitole in Toulouse, am Grand Théâtre de Bordeaux und dem Opéra-Théâtre de Metz.
Das britische internationale Opernfestival Glyndebourne hat ihn wiederholt als Cover für seine hochkarätigen Produktionen verpflichtet, 2015 als Escamillo in Carmen und 2016 als Claudio in Béatrice et Bénédict.
Im Konzertbereich ist er Spezialist insbesondere der Werke von Johann Sebastian Bach und Georg Friedrich Händel, aber auch moderner Komponisten wie etwa Frank Martin. So sang er u. a. unter Michael Hofstetter die Arien der Matthäus-Passion, das Bass-Solo im Messias mit Aufführungen im Concertgebouw Brügge, sowie im selten aufgeführten Oratorium Et in terra pax unter Kenneth Montgomery.

## Rezeption
- Neue Presse Coburg:[25] „In der Registerarie Leporellos darf sich Norman D. Patzke als heimlicher Held des Abends erstmals ausgiebig präsentieren. Als alter ego Don Giovannis im Goldanzug tritt er auf, doch ist er mehr: Stimmlich brilliert er mit so durchschlagskräftigem wie stellenweise schmeichelnd-geschmeidigem Bassbariton, dass er dann und wann gar seinem Herrn den Rang abläuft.“
- Der Opernfreund:[26] „Norman D. Patzke ließ keinen Zweifel daran, dass er für den Leporello eine Idealbesetzung ist. Hier haben wir es mit einer ungemein prächtigen italienisch geschulten, vollen, runden und sonoren Bassstimme zu tun, deren Glanz und Majestät ihn zurecht zum Publikumsliebling des Abends werden ließ.“
- MDR Figaro:[27] „Norman D. Patzke ist der Glanzpunkt des Abends, sowohl spielerisch als auch sängerisch.“ (Opernmagazin vom 10. April 2010)